# یانگبلاد (فیلم ۱۹۸۶)
یانگبلاد (به انگلیسی: Youngblood) فیلمی محصول سال ۱۹۸۶ و به کارگردانی پیتر مارکل است. در این فیلم بازیگرانی همچون راب لو، سینتیا گیب، اد لاتر، پاتریک سوویزی، کیانو ریوز، فیونولا فلانگان ایفای نقش کرده‌اند.